# アンリ・ドコワン
アンリ・ドコワン（Henri Decoin、1890年3月18日 パリ - 1969年7月4日 パリ）は、フランスの脚本家、映画監督である。

## 来歴・人物
1890年3月18日、フランス・パリに生まれる。
ドコワンは、水泳と水球というスポーツ競技で有名になった。1912年のストックホルムオリンピックで、フランス大学スポーツクラブ（SCUF）とともに500メートル自由形のフランスのチャンピオンのひとりになった。第一次世界大戦中は飛行士であり、市民生活に復帰してスポーツ・ジャーナリストとなった。『L'Auto』誌、『ラントランシジャン L'Intransigeant』紙、『パリ＝ソワール Paris-Soir』紙に書いた。
30代になってからの1920年代に、ヴィクトル・トゥールジャンスキー、カルミネ・ガローネ、マリオ・カメリーニ、ジャン・ドレヴィルといった監督の助監督をつとめる。1920年代半ばには、モーリス・シャンプルー監督の『Le roi de la pédale』やルネ・ル・ソンプティエ監督の『Le p'tit parigot』など、脚本を書き始める。
1926年、注目すべきさるボクシングの試合の話『Quinze Rounds（15ラウンド）』を出版し、つづいて、演劇と映画のためにも書いた。1929年からアシスタントをし、シナリオ（とくにカルミネ・ガローネ監督の『掻払いの一夜 Un soir de rafle』）に署名をつづけ、1933年には43歳で『トボガン Toboggan』で映画監督としてデビューする。
ドコワンはあらゆるジャンルへと切り替わっていった。シムノン原作の翻案（『家の中の見知らぬ者たち Les Inconnus dans la maison』、『ベベ・ドンジュの真相 La Vérité sur Bébé Donge』）、歴史もの（『L'Affaire des poisons』、『Le Masque de fer（鉄仮面）』）、スパイもの（『女猫 La Chatte』、探偵小説（『筋金を入れろ Razzia sur la chnouf』、『火薬に火 Le Feu aux poudres』）、心理ドラマ（『恋人たちは世にも孤独だ Les Amoureux sont seuls au monde』）…。
彼の技術的権威とエネルギーは、彼の映画それぞれに「良質の映画」に直線的に位置づけるレッテルを与えた。
1969年7月4日、パリで死去。79歳没。生涯において４回結婚をしており２番目の妻は女優ブランシュ・モンテル。モンテルと離婚した翌年に３番目の妻となるダニエル・ダリューと結婚した（1935年 - 1941年9月6日離婚）。

## フィルモグラフィー
- Toboggan（トボガン）　1933年
- Les Bleus du ciel　1933年
- Le Domino vert（緑のドミノ）　1935年　出演ダニエル・ダリュー
- 背信 Abus de confiance　1937年　出演ダニエル・ダリュー
- Mademoiselle ma mère　1937年　出演ダニエル・ダリュー
- 暁に帰る Retour à l'aube　1938年　出演ダニエル・ダリュー、ピエール・デュクス
- 心の高鳴りBattement de cœur　1940年　出演ダニエル・ダリュー、クロード・ドーファン
- Premier rendez-vous（初めてのランデヴー）　1941年　出演ダニエル・ダリュー、ルイ・ジュールダン
- 家の中の見知らぬ者たち Les Inconnus dans la maison　1942年　原作ジョルジュ・シムノン、主演レーミュ
- Mariage d'amour（愛の結婚）　1942年
- 求婚 Le Bienfaiteur　1942年　主演レーミュ
- L'Homme de Londres（ロンドンから来た男）　1943年　出演フェルナン・ルドゥー
- Je suis avec toi　1943年　出演ピエール・フレネー、フェルナン・ルドゥー
- 弾痕 La Fille du diable　1945年　出演ピエール・フレネー、フェルナン・ルドゥー
- Le Café du Cadran（カドランのカフェ）　1946年　監修　監督ジャン・ジェレ
- 偽りの果て Non coupable　1947年
- Les Amants du pont Saint-Jean（サン＝ジャン橋の恋人たち）　1947年
- 恋人たちは世にも孤独だ Les Amoureux sont seuls au monde　1947年　出演ルイ・ジューヴェ、ダニー・ロバン
- 真夜中まで Entre onze heures et minuit　1948年　出演ルイ・ジューヴェ、マドレーヌ・ロバンソン
- Au grand balcon　1949年　出演ピエール・フレネー　※第3回カンヌ国際映画祭コンペティション出品
- Trois télégrammes（三通の電報）　1950年
- Clara de Montargis　1951年
- Le Désir et l'amour（欲望と愛）　1951年　主演マルティーヌ・キャロル
- ベベ・ドンジュの真相 La Vérité sur Bébé Donge　1951年　原作ジョルジュ・シムノン、出演ジャン・ギャバン、ダニエル・ダリュー
- Les Amants de Tolède（トレドの恋人たち）　1952年　主演アリダ・ヴァリ
- 寝台の秘密 Secrets d'alcôve　オムニバス、第一話『宿泊許可書』　1953年　参加監督ジャンニ・フランチョリーニ、ラルフ・アビブ、ジャン・ドラノワ、助監督ミシェル・ドヴィル　仏伊合作
- 上級生の寢室 Dortoir des grandes　1953年 　出演ジャン・マレー、フランソワーズ・アルヌール、ジャンヌ・モロー
- Bonnes à tuer　1954年　主演ダニエル・ダリュー
- 筋金を入れろ Razzia sur la chnouf　1954年　出演ジャン・ギャバン、マガリ・ノエル、助監督ミシェル・ドヴィル
- Les Intrigantes（女冒険家たち）　1954年　出演ルイ・ド・フュネス、レイモン・ルルー、ジャンヌ・モロー
- L'Affaire des poisons　1955年　主演ダニエル・ダリュー
- 巴里の不夜城 Folies-Bergère　1957年　主演エディ・コンスタンティーヌ
- 火薬に火 Le Feu aux poudres　1957年　主演リノ・ヴァンチュラ
- Tous peuvent me tuer　1957年　主演アヌーク・エメ
- Charmants garçons（かわいい男の子たち）　1957年　主演ジジ・ジャンメール
- 女猫 La Chatte　1958年　出演ベルナール・ブリエ、フランソワーズ・アルヌール、助監督ミシェル・ドヴィル
- Pourquoi viens-tu si tard ?　1958年　出演ミシェル・モルガン、アンリ・ヴィダル
- La Chatte sort ses griffes　1959年　主演フランソワーズ・アルヌール
- ナタリー危機一髪 Nathalie, agent secret　1959年
- やさしく激しく Tendre et violente Élisabeth　1960年
- Maléfices　1961年　主演ジュリエット・グレコ
- フランス女性と恋愛 La Française et l'amour　オムニバス　1961年　参加監督ジャン・ドラノワ、ミシェル・ボワロン、ルネ・クレール、アンリ・ヴェルヌイユ、クリスチャン＝ジャック、ジャン＝ポール・ル・シャノワ
- Le Pavé de Paris　1961年
- Le Masque de fer　1962年（鉄仮面）　主演ジャン・マレー
- カサブランカの夜 Casablanca nid d'espions　1963年
- Parias de la gloire　1963年　出演クルト・ユルゲンス、モーリス・ロネ
- Nick Carter va tout casser（ニック・カーターがすべてを壊す）　1964年　製作アンドレ・ミシュラン、主演エディ・コンスタンティーヌ

## 註
1. ↑  Internet Movie DatabaseのHenri Decoinの項に1896年とあるのは誤り。
2. 1 2 3 4 5  仏語版WikipediaHenri Decoinの項の記述より。